# Партизанска акция на 24 март 1944 година в Копривщица
Партизанската акция на 24 март 1944 г. се отнася до партизанска акция под предводителството на Иван Врачев рано сутринта на 24 март 1944 година, когато град Копривщица е превзет от партизаните на бригада „Георги Бенковски“ и чета „Бачо Киро“ на бригада „Чавдар“. Четниците на двете групи нападат и превземат полицейския участък, разположен в сградата на бившия турски конак. След пленяването на полицейската групировка, станала без бой, следва изгарянето на общинския архив, като е организиран и митинг, на който говори Стефан Халачев. Така град Копривщица се оказва първият град в България овладян от партизански съединения.
Акцията е планирана, след като са нанесени поражения на партизанските чети и отряди, действащи в района на градовете в Средногорието – Пирдоп, Панагюрище и Карлово. Населението е изплашено, жертвите са големи. Такъв въпрос дали да се действа стои пред командването на двете бойни единици. Партизаните по този въпрос са единодушни – да се превземе град Копривщица, останал с твърде малки сили за отбрана и охрана. По данните на партизанските осведомители и разузнаването им, градът се отбранява от около осемдесет души въоръжени стражари от Обществена сила. Приблизително толкова по брой са и партизаните, но имат само един с автомат, а за пушките – само с по десетина патрона, а те са и от различни оръжейни системи. Според разработения план, цели на нападението са общината, полицейският участък, пощата и отделни лица.
Целта на акцията е да се нанесе удар по Копривщица, като се отвлекат главните противникови сили, дислоцирани в района на Панагюрище, Пирдоп и Стрелча, и да се облекчи положението на действащите там бойци на съпротивата, а освен това да се повдигне духът на населението. Акцията бива планирана да се проведе с изненада в ранното утро, когато стражата още не е готова за действие, и с условие да не се прекъсват телефонните линии, защото самото спиране на връзката може да алармира полицията в града и съседните населени пунктове, с което да провали целия замиъл.
И в този случай е характерно непрекъснатото разузнаване. Няколко дни преди акцията с тази цел са изпратени едни от най-отговорните и опитни партизани. Непосредствено също и преди тръгването на групите пак бива проучена обстановката. Сутринта на 24 март се вижда, че положението в града не е променено, следователно нищо не налага да се променя и планът на акцията. Най-точни данни за полицията дава пренощувалият в участъка и сетне преминал в нелегалност подофицер.
В плана се предвиждат три щурмови групи, на всяка от тях е назначен по един обект: първата – срещу пощата, втората – срещу полицейския участък и третата – срещу общината. Освен това те се предвиждат малки групи за залавяне на врагове. Други групи са поставени за охрана на пътищата и е заделен малък резерв. За водачи на отделните групи се определят местни жители и партизани, които са се учили в града и го познават. Благодарение на изненадата, акцията се провежда строго по замисъла, врагът е хванат и обезоръжен, а партизаните за бързо овладяват града. Като резултат духът на населението се повдига, а партизаните вземат като трофеи повече от петдесет пушки, един автомат, десетина пистолета, ръчни гранати и много патрони.
Този ден са разстреляни бившият кмет Иван Рашков и настоящият Цанчо Дебелянов, последния поради неизпълнен ултиматум, даден му по-рано. В следващите часове, партизаните се изтеглят на юг към калето в местността Смиловене.
Като последствие от акцията в Копривщица са арестувани за разпити чрез инквизиции около четиридесет души и са изгорени шест партизански къщи. На 31 март ятаците на отряда Иван Кривиралчев и Христо Тороманов са разстреляни от полицията. Ремсистите Велко Йончев и Кунчо Фитлеков са запалени със спирт и изгорени живи.

## Предистория
Грую Ценов, женен в Копривщица брациговец, е деец на БРСДП (т.с.). По професия телеграфист, работи като кюмюрджия (въглищар) в гората. Подложен е на преследване и интерниране заради неговите политически убеждения. Съдбата му е решена отново в Копривщица (женен е за копривщенка). По време на сбирка в квартирата му на комунисти на 5 февруари 1924 г. кметът на града с втори мандат Иван Рашков, придружен от полицаи, го повиква до входната врата и го застрелва с личния си пистолет.
Иван Рашков е кмет с първи мандат през 1919 г. и втори от 1921 до 1925 г. Цанчо Дебелянов е кмет от 1932 до 1934 г. и от 1940 до 1944 г., с междинен кметски мандат в село Радуил.